# 李泉
李泉（1969年10月12日—），男，上海人，中國大陸創作歌手、音乐制作人、钢琴手，曾為林憶蓮、范曉萱、劉德華、梁詠琪等歌手創作歌曲。創作歌曲時他通常用李燃作為名字，原因是希望給別人燃燒和心如止水的感覺。

## 生平
因深受谭咏麟等港台音乐影响而投身音乐，初二創作出了第一首歌曲《停留》。
1999-2000年间，凭着走钢索的人一歌及为范晓萱创作的我要我们在一起走红，这两首歌后来更被不少歌手翻唱。
2015年7月以灵魂战警面具参加蒙面歌王，在8月9日成為第二位被淘汰歌手，但他卻是第一位接受“勇敢揭面”的歌手。
2018年參加歌手2018節目，他精湛的琴藝及高超的演繹歌曲能力，獲得廣大迴響，並有中國的約翰·傳奇之稱號。
2021年，以專輯《十日彈》入圍第32屆金曲獎最佳華語男歌手獎等4項獎項。

## 音樂作品

### 專輯
首張大碟 上海夢（1995年魔岩唱片發行）
1. 不要閉上你的眼睛
2. 你慢慢走吧
3. 停留
4. 悶得太慌
5. 夢裡童話
6. 上海夢
7. 難捨真情
8. 走到這裡
9. 救我
10. 寫首歌為你作陪

第2張專輯 心世界(1997年滾石唱片發行）
1. 我無法走進你的世界
2. 火柴
3. 愛是什麼
4. 雨葬
5. 這個地方叫城市
6. 愛是孤獨
7. 寂寞的霓虹燈
8. 手套
9. 雨葬(鋼琴版)

第3張專輯 走鋼索的人（2000年1月8日BMG博德曼發行）
1. 走鋼索的人
2. 名字
3. 枯萎
4. 殘愿
5. 夜奔
6. 哭了
7. 很苦
8. 希望
9. 落塵
10. 一半
11. 演奏曲

第4張專輯 島中央 （2001年11月17日天中娛樂發行）
1. 靠我在身邊
2. 為誰
3. 看電影
4. 於是我們去尋找
5. 相片生活
6. 島中央
7. 時間飛了
8. 被愛
9. 一千零一夜(花開了)
10. Piece No.1

第5張專輯 2046（2003年10月13日天中文化發行）
1. 花花大世界
2. 雪白 血紅
3. 流浪狗
4. 殺手
5. Spring Ecstasy
6. 2046
7. 愛是有故事的旅行
8. 城市的味道(肯德基上海地區宣傳曲)
9. 我的愛人啊，你在哪兒啊？
10. 德樂（鋼琴曲）

第6張專輯 劃火柴的女孩（2005年10月25日新索音樂發行）
1. 下雨天
2. 沒有你了
3. 冬之戀曲
4. 劃火柴的女孩
5. 愛的家園
6. 我想愛
7. 該知足
8. 我真的不是故意的
9. 沒有你的情人節
10. 月光曲

第7張專輯 天才與塵埃（2012年8月24日當然娛樂發行）
1. 天才與塵埃
2. 彈彈情
3. 弗搭界
4. 走西口
5. 人生如戲
6. 棒子和雞
7. 花店
8. 寶貝
9. 花兒爲什麽這樣紅
10. 老人與海
11. See What Light Can Do

第8張專輯 再見憂傷（2014年6月28日當然娛樂發行）
1. 再見憂傷
2. 一起
3. 歲歲平安
4. 擁有
5. 土豪金
6. 小四
7. 我站在幸福旁邊
8. 最好的幸福
9. 想太多
10. 寶貝的憂傷(演奏曲)

第9張專輯 十日彈（2020年9月22日由索尼音樂發行）
1. 法斯瑞迪波
2. 絕句
3. 餘生
4. 一意孤行
5. 無人鏡
6. 彈琴的人
7. 中年
8. 稻草
9. 如果我是莫内
10. 無間

### EP
首張雙語EP 她在北纬26°（2009年5月20日當然娛樂發行）
1. 旺夫相
2. 寶貝（電影《我愛你成都》片尾曲）
3. Blessed with you
4. You and only you
5. 她在北纬26°

### 創作
- 周俊偉、戴辛尉——愛在捉摸不定時
- 范曉萱——哭了、蓝旗袍、我要我們在一起
- 劉德華——公寓、費解、人生長路
- 許茹芸——相片生活
- 張克帆——慢慢走吧
- 陳坤——太認真
- 趙薇——天使旅行箱、大城小戀
- 孫悅——百合花情思
- 李克勤——黑房
- 杜德偉——太想你太念你
- 林依輪——想你
- 蘇永康——我們都是貪愛的人、不敢不敢
- 蘇有朋——你是我的一滴淚
- 2006年瀋陽世界園藝博覽會主題曲——和諧家園
- S.H.E——再別康橋
- 林宥嘉——眼色
- 鍾舒祺——Home Sweet Home
- 楊培安——哪怕我很小
- 高晨維——空中飛人

## 綜藝節目
- 2015年 青春练习生
- 2015年 蒙面歌王 (中国)
- 2018年 歌手2018

## 燃工作室
燃工作室由李泉于2001年在上海成立，目的是希望推動華語流行音樂的發展，至今已經創作出許多音樂作品。

## 情感
1995年李泉剛出道時初識當時還是主持人的柯藍。直到2000年雙方開始談戀愛，2007年和平分手。之間曾有結婚傳言，但遭兩人否認。外傳分手是因為柯藍和耿樂同居，柯藍則說因為李泉希望她放棄事業，是對方“一廂情願”。